# 條紋斯坦達脂鯉
條紋斯坦達脂鯉（学名：Steindachnerina fasciata），為輻鰭魚綱脂鯉目脂鯉亞目無齒脂鯉科的其中一個種，分布於南美洲巴西马代拉河流域，體長可達9.6公分，棲息在底層水域，以生活習性不明。